# Hadgaon
Hadgaon é uma cidade  no distrito de Nanded, no estado indiano de Maharashtra.

## Geografia
Hadgaon está localizada a 19° 30′ N, 77° 40′ L. Tem uma altitude média de 414 metros (1358 pés).

## Demografia
Segundo o censo de 2001, Hadgaon tinha uma população de 23,328 habitantes. Os indivíduos do sexo masculino constituem 52% da população e os do sexo feminino 48%. Hadgaon tem uma taxa de literacia de 65%, superior à média nacional de 59.5%: a literacia no sexo masculino é de 73% e no sexo feminino é de 55%. Em Hadgaon, 16% da população está abaixo dos 6 anos de idade.